# Битва у Страхова двора
Битва у Страхова двора (чеш. Bitva u Strachova dvora) произошла 4 августа 1423 года недалеко от Градца-Кралове. Здесь армия Восточночешского гуситского союза во главе с гетманом Яном Жижкой разгромила армию Пражского союза, возглавляемую бывшим союзником Жижки Дивишем Боржеком из Милетинека. Впервые в истории гуситских войн две враждебные гуситские армии столкнулись друг с другом; по словам летописцев, это был первый случай, когда ковчег пошел против ковчега.
В начале 1423 года при до сих пор не совсем ясных обстоятельствах слепой гетман Ян Жижка рассорился со старейшинами таборитов и перенес свою деятельность в восточную Чехию. В середине июня он воспользовался отсутствием пражской армии, находившейся в Моравии, и при поддержке священника Амброжа из Градца взял под свой контроль Градец-Кралове, который до этого формально принадлежал гетману восточночешских городов Пражского союза Дивишу Боржеку из Милетинека. В Градце-Кралове новое братство Жижки обрело свою первую городскую базу. Как только пражцы узнали о потере одной из своих опор власти, они остановили моравскую кампанию и повернули обратно в Богемию, на Градец-Кралове.
Жижка был хорошо осведомлен о передвижениях противника и решил встретиться с ним в открытом поле у стен замка. Это был пологий холм возле поместья Страхов двор. Жижка построил вагенбург таким образом, чтобы перекрыть пражанам доступ в Градец-Кралове со стороны Кунетицкой горы и Праги. О ходе сражения можно только предполагать, но очевидно, что пражане потерпели серьёзное поражение, в ходе которого Жижка захватил значительную добычу и взял в плен двести человек.
Интересным фактом, часто по-разному объясняемым историками, является утверждение о том, что Жижка убил пражского священника, несущего ковчег, т. е. ковчежец с реликвиями, который гуситы несли прямо в бой. Это указывает на то, что после ранения у замка Раби у гетмана сохранялся хотя бы небольшой остаток зрения, то есть так называемое слепое зрение, которое позволяло ему воспринимать окрестные контуры на расстоянии до нескольких метров.
После битвы пражане бежали в Кутную Гору и Колин. Жижка немедленно воспользовался стратегически подходящей ситуацией и занял город Часлав, где, скорее всего, готовился тот же переворот, что и в Градце-Кралове. 13 августа он занял Кутную Гору. В конце концов, благодаря правильному использованию победы при Страховом дворе, Жижка сумел расширить ряды своего союза, чтобы в последующие месяцы двинуться походом в Моравию.